# Wie Honza beinahe König geworden wäre
Wie Honza beinahe König geworden wäre (Originaltitel: Honza málem králem) ist ein tschechoslowakischer Märchenfilm von Bořivoj Zeman aus dem Jahr 1977. In der Tschechoslowakei startete der Film am 1. Juli 1977, in der DDR am 15. Dezember 1978 in den Kinos.

## Handlung
Honza, ein Bauernsohn, wird von seiner Mutter auf Wanderschaft geschickt. „Gute Taten werden mit ebensolchen belohnt“, gibt sie ihm mit auf den Weg. So beginnt Honza seine Reise und hilft, wo er kann. Honza verliebt sich in die Magd Maruška und tritt ihr zuliebe in die Dienste eines böswilligen Bauern. Der König verspricht demjenigen, der die Königstochter, die seit zehn Jahren schweigt, dazu bringt, wieder zu sprechen, diese zur Frau und das halbe Königreich dazu. Honza gelingt es mit Geschick und Intelligenz, die Königstochter zum Reden zu bringen. Er muss sich für Maruška oder die Prinzessin entscheiden. Honza nimmt Maruška zur Frau.

## Kritik
„Sympathische Märchenverfilmung nach den auch in Deutschland bekannten ,Geschichten vom dummen Hans' mit einem tschechischen Popstar in der Hauptrolle. Der Regisseur – nicht zu verwechseln mit Karel Zeman – gehört zu den Routiniers des tschechischen Märchenfilms und ist hierzulande eher unbekannt.“